# LGBTの人権団体
LGBTの人権団体（LGBTのじんけんだんたい）について、以下はLGBTQの権利に関連する世界中の団体の一覧である。
社会および支援に関する団体もしくは組織については、LGBTQ関連団体および会議の一覧を参照。政党と提携している団体については、LGBTQ政党を参照。

## 国際団体
- オールアウト(団体)（英語版）
- ゲート(団体)（英語版）
- ゲイ・レズビアン国際スポーツ協会（英語版）
- グローバル・リスペクト・イン・エデュケーション（英語版）
- Hivos（英語版）
- ヒューマン・ディグニティ・トラスト（英語版）
- 国際レズビアン・ゲイ協会 (ILGA World)
- 国際LGBTQI青年学生団体（英語版）
- 国際LGBTQI法律協会（英語版）(ILGLaw)
- 国際レズビアン情報サービス（英語版） (廃止済)
- カレイドスコープ・トラスト（英語版）
- 国際インターセックス団体（英語版）(OII)
- アウトライト・アクション・インターナショナル（英語版）（旧IGLHRC)

## アフリカ

### アルジェリア
- Trans Homos DZ（英語版）

### ケニア
- ケニアゲイ・レズビアン連合（英語版）

### ナイジェリア
- Bisi Alimi Foundation（英語版）
- Initiative for Sexual Reproductive Health and Rights Awareness (ISRHRA)

### 南アフリカ
- 国際インターセックス団体（英語版）

### チュニジア
- シャムス（英語版）

### ウガンダ
- セクシュアル・マイノリティーズ・ウガンダ（英語版） (SMUG)

### ジンバブエ
- GALZ（英語版）

## アジア
- アジアン・レズビアン・ネットワーク（英語版）

### バングラデシュ
- ボーイズ・オブ・バングラデシュ（英語版）

### 中国
- Oii-Chinese（英語版）
- 寧波ノッティンガム大学（英語版）

### インド
- アゲインスト・イグノランス（英語版）
- Humsafar Trust（英語版）
- Naz財団 (インド) トラスト（英語版）
- ナザリヤ（英語版）
- オリナム（英語版）
- クィアラ（英語版）
- サンガマ(人権団体)（英語版）
- Sappho for Equality（英語版）
- Srishti Madurai（英語版）
- Tweet Foundation
- ウダ―ン・トラスト（英語版）

### イラン
- イラン・クィア・オーガナイゼーション（英語版）(本拠地カナダ)
- クィア難民のための国際鉄道（英語版） (本拠地カナダ)

### イスラエル
- アスワット（英語版）-  ハイファに本拠地を置くパレスチナ人女性のためのフェミニストクィア団体
- Hoshen (団体)（英語版）- 教育と変革
- The Aguda(団体）（英語版）
- イスラエル・ゲイ・ヤース（英語版）
- エルサレム・オープン・ハウス（英語版）
- テヒラ(団体)（英語版）

### 日本
- OCCUR

### レバノン
- へレム（英語版）
- Meem (団体)（英語版）

### ネパール
- ブルー・ダイヤモンド・ソサエティ（英語版）

### パレスチナ
- アル・カウス - 東エルサレムのLGBTQ権利団体

### フィリピン
- ラドラッド（英語版）

### 韓国
- 同性愛者人権連帯

### シンガポール
- ピンクドットSG（英語版）
- ヤング・アウト・ヒア（英語版）

### スリランカ
- イークアル・グラウンド（英語版）

### 台湾
- TAPCPR（英語版）
- G/STRAT（英語版）
- TTHA（英語版）

## オセアニア

### オーストラリア
- インターセックス・ピアサポート・オーストラリア（英語版）(AISSGA)
- オーストラリアン・クィア・アーカイブス（英語版）(ALGA)
- オーストラリアン・マリアージュ・イクアリティ（英語版）(AME)
- オーストラリアレズビアン活動者連合（英語版）
- ホモフォビアに対する共同運動（英語版）(CAAH)
- ゲイ・レズビアン教師学生協会（英語版） (GaLTaS)
- カレイドスコープ・オーストラリア人権財団（英語版）(KAHRF)
- LGBTIQ+ヘルス・オーストラリア（英語版）
- インターセックス・ヒューマン・ライツ・オーストラリア（英語版）(OII Australia)
- South Australian Rainbow Advocacy Alliance (SARAA)
- SSCA（英語版）
- トランスジェンダー・ビクトリア（英語版）(TGV)
- ビクトリアン・プライド・ロビー（英語版）
- ゾーイ・ベルジェンダー共同体（英語版）(ZBGC)

### ニュージーランド
- ドリアン・ソサエティ（英語版）
- GayNZ.com（英語版）
- Intersex Aotearoa（英語版） (ITANZ)
- レインボー・ヤース（英語版）

## ヨーロッパ
- 欧州議会LGBT権利に関する議員連盟（英語版）
- ILGA-ヨーロッパ（英語版）
- LGBTネットワーク（英語版）
- OIIヨーロッパ（英語版）
- トランスジェンダー・ヨーロッパ（英語版）(TGEU)

### アルメニア
- ピンク・アルメニア（英語版）
- Right Side NGO（英語版）

### オーストリア
- 国際人権裁判（英語版）

### ベラルーシ
- ゲイ・ベラルーシ（英語版）

### ボスニアヘルツェゴビナ
- サラエボ・オープン・センター（英語版）

### ブルガリア
- BGO Gemini（英語版）

### クロアチア
- Zagreb Pride（英語版）
- Proces

### キプロス
- キプロスゲイ解放運動（英語版）

### デンマーク
- LGBT+デンマーク（英語版）
- コペンハーゲン・デンマーク（英語版）
- Sabaah

### エストニア
- Geikristlaste Kogu（英語版）

### フェロー諸島
- Friðarbogin（英語版）

### フィンランド
- ピンク・ローズ（英語版）
- Seta(団体)（英語版）

### フランス
- アクトアップ（英語版）
- アルカディー（英語版）
- AGLAフランス（英語版）
- 同性愛と社会主義（英語版）
- Inter-LGBT
- エスオーエス・ホモフォビー（英語版）
- Beit Haverim（英語版）

### ジョージア
- Identoba（英語版）

### ドイツ
- 連合クィア・ダイバーシティ（英語版） (LSVD+)
- クアテラ（英語版）

### グリーンランド
- LGBT Qaamaneq（英語版）

### ハンガリー
- ハッター・ソサエティ（英語版）
- ハンガリーLGBTアライアンス（英語版）
- Labrisz（英語版）

### アイスランド
- 国立クィア団体（英語版）
- トランス・アイランド（英語版）

### アイルランド
- 同性愛者法改正キャンペーン（英語版）
- LGBTアイルランド（英語版）
- ゲイ・ドクターズ・アイルランド（英語版）
- 国立LGBT連合（英語版）
- アイルランド学生連合（英語版）

### イタリア
- Arcigay（英語版）
- マリオ・ミエリ同性愛文化団体（英語版）

### リトアニア
- リトアニアン・ゲイ・リーグ（英語版）

### マルタ
- マルタLGBTQ権利運動（英語版） - 以前はマルタゲイ権利運動として知られていた。

### モンテネグロ
- クィア・モンテネグロ（英語版）

### オランダ
- COCネーデルランド（英語版）

### ノルウェー
- ノルウェーにおける性とジェンダーの多様性のための団体（英語版）

### ポーランド
- キャンペーン・アゲインスト・ホモフォビア（英語版）(KPH)
- ラムダ・ワルシャワ（英語版）
- ストップ・ブルシット(団体)（英語版）

### ルーマニア
- アクセプト(団体)（英語版）
- ビー・アン・エンジェル（英語版）

### ロシア
- チルドレン404（英語版） 同性愛者、バイセクシュアル、トランスジェンダーのティーンエージャーを支援するロシアの公的オンライン団体。404とはインターネットのエラーメッセージを指し、ロシアの社会や体制がLGBTのティーンエージャーを無視していることを意味する。
- ゲイ・ロシア（英語版）
- ロシアLGBTネットワーク（英語版）

### セルビア
- ゲイ・レズビアン情報センター（英語版）
- ベオグラード・プライド（英語版）

### スペイン
- Federación Estatal de Lesbianas, Gays, Transexuales y Bisexuales (団体)（英語版）

### スウェーデン
- HomO(団体)（英語版）, 性的指向に基づく差別に対するオンブズマン（政府機関）
- スウェーデンLGBTQ権利連合（英語版）(RFSL)

### トルコ
- KAOS GL（英語版）
- ラムダ・イスタンブール（英語版）
- レガート(団体)（英語版）- 大学生とアカデミアおよび全国の組織で構成されたLGBT団体

### イギリス
- 黒人ゲイ男性諮問グループ（英語版）
- カラ・フレンド（英語版）(北アイルランド)
- 同性愛平等キャンペーン（英語版）
- EACH(団体)（英語版）
- イクアリティ・ネットワーク（英語版） (スコットランド)
- Intersex UK（英語版）
- カレイドスコープ・トラスト（英語版）
- LGBT財団（英語版）(旧レズビアン・ゲイ財団)
- LGBT Humanists UK（英語版）
- LGBTネットワーク（英語版）(スコットランド)
- LGBT・ヤース・スコットランド（英語版）
- マーメイド・ジェンダー（英語版）
- アウトライト・スコットランド（英語版）(旧スコティッシュ・マイノリティ・グループ)
- ピーター・タッチェル基金
- レーシング・プライド（英語版）
- ストーンウォール (団体)

## 北アメリカ
- ユナイテッド・カリビアン・トランス・ネットワーク（英語版）

### バハマ
- バハマ・レインボー・アライアンス（英語版）

### ベリーズ
- 連合ベリーズアドボカシー運動（英語版）

### カナダ

#### 国立
- CCDI（英語版）
- コミュニティー・ワン財団（英語版）
- イゲール・カナダ（英語版）
- クィア難民のための国際鉄道（英語版）
- イラン・クィア・オーガナイゼーション（英語版）
- ラムダ財団（英語版）
- PFLAGカナダ（英語版）
- プラウドポリティクス（英語版）
- レインボー鉄道（英語版）

#### ブリティッシュコロンビア
- Qmunity（英語版） (バンクーバー、ブリティッシュコロンビア)

#### オンタリオ
- サポート・アワー・ヤース（英語版）

### ジャマイカ
- J-FLAG（英語版）

## 南アメリカ

### チリ
- MOVILH（英語版）

### コロンビア
- Colombia Diversa（英語版）

### エクアドル
- Fundación Ecuatoriana Equidad（英語版）

### ギアナ
- SASOD（英語版）